# Patricia Arquette

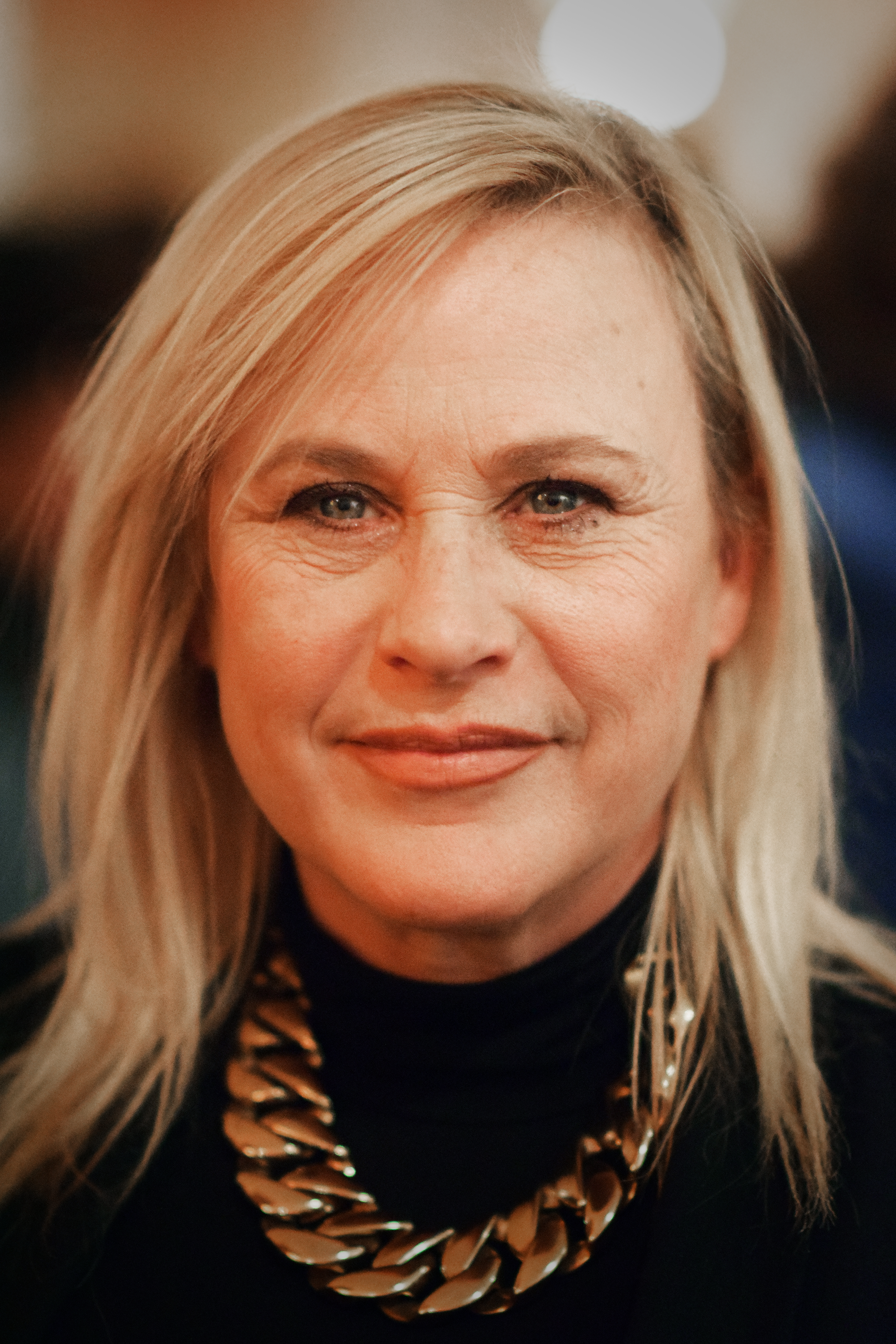
Patricia Arquette, 2023

Patricia T. Arquette (* 8. April 1968 in Chicago, Illinois) ist eine US-amerikanische Schauspielerin. Ihre Geschwister Rosanna, David und Richmond sind ebenfalls Schauspieler, so wie es auch ihre 2016 verstorbene Schwester Alexis Arquette, ihr Vater Lewis Arquette und ihr Großvater, der bekannte Fernsehkomiker Cliff Arquette, waren. 2015 gewann sie für ihre Nebenrolle in dem Spielfilm Boyhood einen Golden Globe Award und einen Oscar.

## Kindheit
Ihre Kindheit verbrachte Patricia Arquette mit ihren Geschwistern in einer Gemeinde bei Arlington in Virginia, wo sie auch Schauspielunterricht nahm. Im Alter von 15 Jahren lief sie von zu Hause weg, um eine Weile bei ihrer älteren Schwester Rosanna Arquette zu leben.

## Karriere

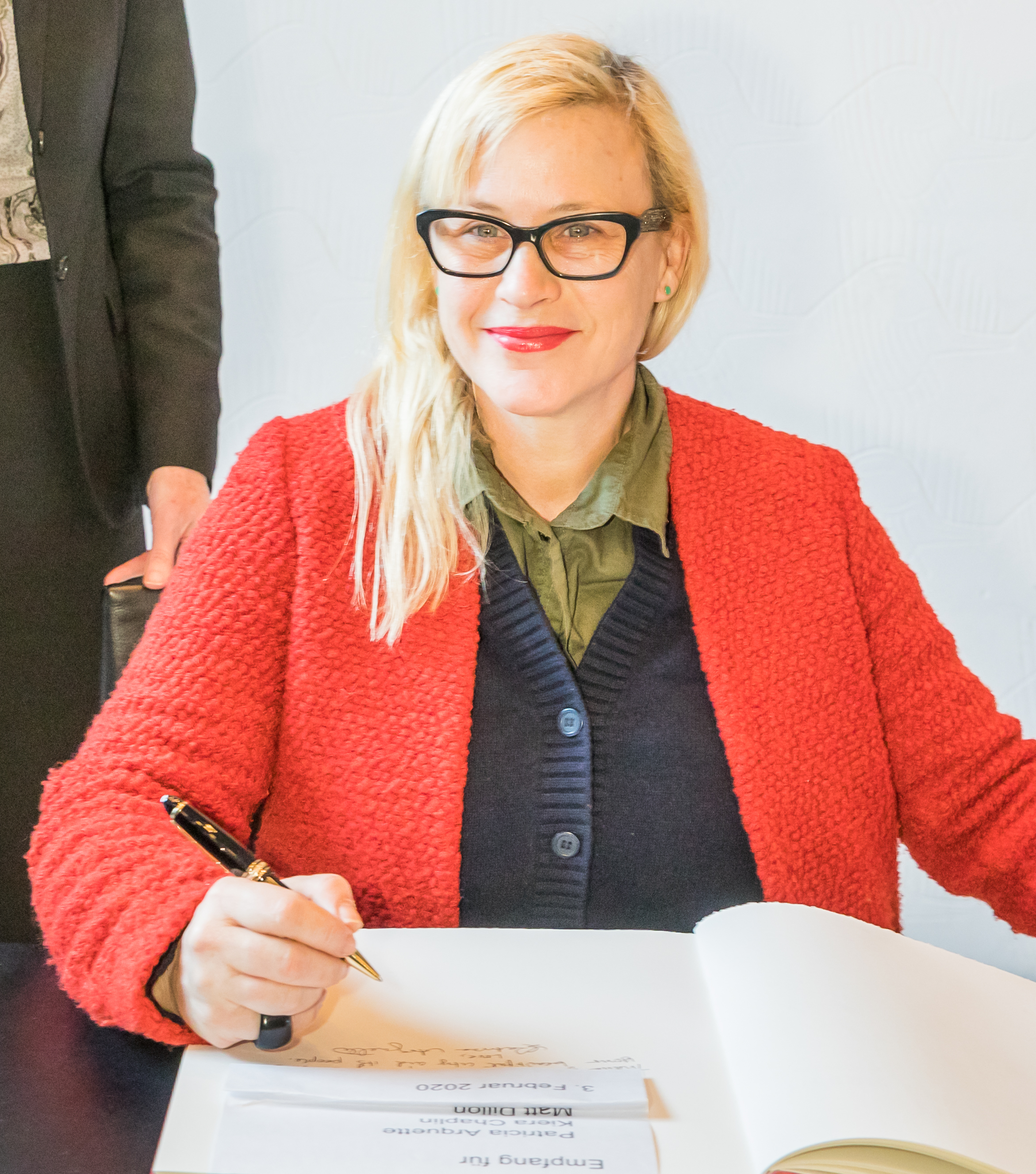
Patricia Arquette trägt sich in das Gästebuch der Stadt Köln ein, 2020

1986, im Alter von 18 Jahren, trat Arquette für den Film Die Bikinifalle erstmals vor die Kamera. Im selben Jahr erhielt sie eine Rolle in dem Horrorfilm Nightmare III – Freddy Krueger lebt, der unter Kritikern auch wegen ihrer schauspielerischen Leistung als einer der besten Filme der Kultreihe gilt.
In den folgenden Jahren war sie vorwiegend mit B-Movies erfolgreich. 1991 gewann sie einen CableACE Award für ihre Darstellung einer gehörlosen Epileptikerin in dem von Diane Keaton inszenierten Fernsehfilm Wilde Alice. 1993 gelang ihr der Durchbruch mit dem Roadmovie True Romance von Tony Scott.
In der von 2004 bis 2010 produzierten Fernsehserie Medium – Nichts bleibt verborgen spielte Arquette die Hellseherin Allison DuBois, die die Staatsanwaltschaft in Phoenix, Arizona, bei der Aufklärung von Verbrechen unterstützt. Für diese Rolle erhielt sie 2005 einen Emmy und war dreimal für den Golden Globe nominiert.
In dem über einen Zeitraum von zwölf Jahren realisierten Filmdrama Boyhood (2014) von Richard Linklater spielte sie die Mutter, für deren Darstellung sie u. a. mit einem Oscar und einem Golden Globe als beste Nebendarstellerin ausgezeichnet wurde.
Patricia Arquette spielte in den Fernsehserien Boardwalk Empire und CSI: Cyber, einem CSI-Spin Off, in dem sie die Hauptrolle als FBI-Ermittlerin übernahm. In der auf wahren Begebenheiten beruhenden Mini-Serie Escape at Dannemora verkörpert sie die Gefängniswächterin, die zwei Insassen die Flucht ermöglichte. Der Kritiker Troy Patterson schwärmt in The New Yorker, Patricia Arquettes herausragende Leistung als Tilly sei das stärkste Verkaufsargument der Serie, bei der die eh bekannte Handlung einer unvergesslichen Intensität von Performances untergeordnet sei: „(Arquettes) Gesicht fällt vor Wut in sich zusammen oder zerbricht vor Enttäuschung; ihr Sprechen scheint ein einziger langgezogener, nasaler Laut. Ihr Äußeres ist schlampig, doch der Schnitt ihrer Oberteile verspricht erotische Lebensgier, und die in ihren Augen eingebrannte Enttäuschung markiert sie als leichtes Ziel für nicht ernst gemeinte Schmeicheleien. Sie ist ihrer eigenen Fantasie hilflos ausgeliefert.“ Auch Zeit-Kritikerin Marietta Steinhart ist beeindruckt: „Patricia Arquette, hier kaum wiederzuerkennen, spielt die Fluchthelferin Tilly Mitchell als weinerliche Arbeiterin, die von einem Leben voller Abenteuer träumt. Für diese Darstellung hat sie mehr als einen Preis verdient.“

## Privatleben
Mit dem Schauspieler Paul Rossi hat Patricia Arquette einen gemeinsamen Sohn, der 1989 geboren wurde. Von 1995 bis 2001 war sie mit dem Schauspieler Nicolas Cage verheiratet. 2003 kam Arquettes Tochter zur Welt, deren Vater Thomas Jane ist. Die beiden heirateten am 25. Juni 2006 in Venedig. Im Januar 2009 reichte Arquette die Scheidung ein, zog den Antrag jedoch im Juli 2009 wieder zurück. Am 1. Juli 2011 wurde die Ehe mit Thomas Jane schließlich geschieden.
Patricia Arquette ist die ehemalige Schwägerin von Courteney Cox, die mit ihrem Bruder David (* 1971) verheiratet war.
Seit dem Tod ihrer Mutter im Jahr 1997 engagiert sich Arquette für den Kampf gegen Krebs.

## Auszeichnungen und Nominierungen
Oscar
- 2015: Beste Nebendarstellerin für Boyhood

Golden Globe Award
- 2006: Nominierung als beste Serien-Hauptdarstellerin – Drama für Medium – Nichts bleibt verborgen
- 2007: Nominierung als beste Serien-Hauptdarstellerin – Drama für Medium – Nichts bleibt verborgen
- 2008: Nominierung als beste Serien-Hauptdarstellerin – Drama für Medium – Nichts bleibt verborgen
- 2015: Beste Nebendarstellerin für Boyhood
- 2019: Beste Hauptdarstellerin – Mini-Serie oder TV-Film für Escape at Dannemora
- 2020: Beste Nebendarstellerin – Serie, Mini-Serie oder TV-Film für The Act

Screen Actors Guild Award
- 2006: Nominierung als beste Darstellerin in einer Dramaserie für Medium – Nichts bleibt verborgen
- 2007: Nominierung als beste Darstellerin in einer Dramaserie für Medium – Nichts bleibt verborgen
- 2010: Nominierung als beste Darstellerin in einer Dramaserie für Medium – Nichts bleibt verborgen
- 2014: Nominierung für das beste Schauspielensemble in einer Dramaserie für Boardwalk Empire
- 2015: Beste Nebendarstellerin für Boyhood
- 2019: Beste Darstellerin in einem Fernsehfilm oder Miniserie für Escape at Dannemora

Goldene Himbeere 
- 2001: Nominiert als Schlechteste Nebendarstellerin für Little Nicky – Satan Junior

British Academy Film Award
- 2015: Beste Nebendarstellerin für Boyhood

Emmy
- 2005: Beste Hauptdarstellerin in einer Dramaserie für Medium – Nichts bleibt verborgen
- 2007: Nominierung als beste Hauptdarstellerin in einer Dramaserie für Medium – Nichts bleibt verborgen
- 2019: Beste Nebendarstellerin in einer Miniserie oder einem Fernsehfilm für The Act

Critics’ Choice Television Award
- 2019: Beste Hauptdarstellerin in einem Fernsehfilm oder einer Miniserie für Escape at Dannemora

## Filmografie
- 1987: Die Bikinifalle (Pretty Smart)
- 1987: Nightmare III – Freddy Krueger lebt (A Nightmare on Elmstreet 3: Dream Warrior)
- 1987: Daddy (Fernsehfilm)
- 1988: Rache ohne Hoffnung (Far North)
- 1988: Time Out
- 1989: Allein mit Onkel Buck (Uncle Buck, Stimme)
- 1989: The Edge (Fernsehfilm)
- 1990: CBS Schoolbreak Special (Fernsehserie, eine Folge)
- 1990: Die besten Jahre (Thirtysomething, Fernsehserie, eine Folge)
- 1990: The Outsiders (Fernsehserie, eine Folge)
- 1990: Geschichten aus der Gruft (Tales from the Crypt, Fernsehserie, Folge Landliebe)
- 1990: Rollerboys (Prayer of the Rollerboys)
- 1991: Dillinger – Staatsfeind Nr. 1 (Dillinger, Fernsehfilm)
- 1991: Indian Runner (The Indian Runner)
- 1991: Wilde Alice (Wild Flower, Fernsehfilm)
- 1992: Der ganz normale Wahnsinn (Inside Monkey Zetterland)
- 1993: Harry & Kit – Trouble Bound (Trouble Bound)
- 1993: Ethan Frome
- 1993: True Romance
- 1994: Ed Wood
- 1994: Holy Days (Holy Matrimony)
- 1994: Trügerische Liebe (Betrayed by Love, Fernsehfilm)
- 1995: Rangoon (Beyond Rangoon)
- 1996: Flirting with Disaster – Ein Unheil kommt selten allein (Flirting with disaster)
- 1996: Der Geheimagent (Joseph Conrad’s The Secret Agent)
- 1996: Eine Liebe für die Unendlichkeit (Infinity)
- 1997: Lost Highway
- 1997: Freeze – Alptraum Nachtwache (Nightwatch)
- 1998: Hi-Lo Country (The Hi-Lo Country)
- 1998: Goodbye Lover
- 1999: Stigmata
- 1999: Bringing Out the Dead – Nächte der Erinnerung (Bringing out the dead)
- 2000: Little Nicky – Satan Junior (Little Nicky)
- 2001: Human Nature – Die Krone der Schöpfung (Human Nature)
- 2002: Behind the Badge – Mord im Kleinstadtidyll (The Badge)
- 2003: Das Geheimnis von Green Lake (Holes)
- 2003: Tiptoes
- 2005–2011: Medium – Nichts bleibt verborgen (Medium, Fernsehserie, 130 Folgen)
- 2006: Fast Food Nation
- 2008: A Single Woman
- 2009: Sesamstraße (Sesame Street, Fernsehserie, 2 Folgen)
- 2012: Girl in Progress
- 2012: Charlies Welt – Wirklich nichts ist wirklich (A Glimpse Inside the Mind of Charles Swan III)
- 2012: Law & Order: Special Victims Unit (Fernsehserie, Folge 14x09)
- 2013: Vijay und ich – Meine Frau geht fremd mit mir (Vijay and I)
- 2013–2014: Boardwalk Empire (Fernsehserie, 10 Folgen)
- 2014: Boyhood
- 2014: Electric Slide
- 2014: CSI: Vegas (CSI: Crime Scene Investigation, Fernsehserie, 2 Folgen)
- 2015–2016: CSI: Cyber (Fernsehserie, 31 Folgen)
- 2017: Permanent
- 2018: Escape at Dannemora (Fernsehserie, 7 Folgen)
- 2019: The Act (Fernsehserie, 8 Folgen)
- 2019: Otherhood
- 2022–2025: Severance (Fernsehserie, 19 Folgen)
- 2023: High Desert (Fernsehserie, 8 Folgen)
- 2023: Gonzo Girl